# Pluit
Pluit is een kelurahan van het onderdistrict Penjaringan in het noorden van Jakarta, Indonesië. De wijk telt 52.866 inwoners (volkstelling 2010).